# Gerhard Ortner
Gerhard Ortner (* 27. August 1933 in Scharten) ist ein österreichischer Bankmanager und war von 1983 bis 1998 Generaldirektor der Volksbank Salzburg, von 1991 bis 2002 Vorsitzender des Aufsichtsrates der Österreichischen Volksbanken-Aktiengesellschaft (ÖVAG) sowie von 1986 bis 2001 Präsident des Österreichischen Genossenschaftsverbandes (ÖGV).

## Leben und Ausbildung
Gerhard Ortner wurde als zehntes Kind von Johann Ortner (1888–1961), einem Frächter, und seiner Ehefrau Anna (geborene Huemer; 1889–1947) in Scharten bei Wels geboren und besuchte nach der Volksschule in Scharten das Gymnasium in Wels, sowie das Kollegium Petrinum in Linz, an dem er im Jahre 1953 maturierte. Im Anschluss daran besuchte er die Hochschule für Welthandel in Wien, wo er 1957 zum Diplomkaufmann graduiert wurde. Während dieser Zeit kam er auch in Kontakt mit der in Wien ansässigen und im Jahre 1900 gegründeten KÖStV Kürnberg, einer farbentragenden und nichtschlagenden Studentenverbindung und Mitglied des Österreichischen Cartellverbandes (ÖCV), deren Mitglied er am 20. Oktober 1953 wurde und den Couleurnamen Bulle erhielt. Im Wintersemester 1955/56 war er Senior der Studentenverbindung.

## Berufliche Tätigkeit nach dem Studium
Er war zunächst in der Industrie tätig, wechselte 1957 in die Niederösterreichische Landwirtschaftskammer, Abteilung Revision, und war mit der Betreuung und Überprüfung der ländlichen Kreditgenossenschaften in Niederösterreich betraut. 1958 kam er als Kreditrevisor in die Zentralkasse der Volksbanken Österreichs.

## Berufliche Tätigkeit in der Volksbank Salzburg
1961 trat er in die Volksbank Salzburg ein und leitete bis zu seiner Bestellung als Leiter des Kreditinstituts und seiner Wahl in den Vorstand im Juni 1963 die Kreditabteilung.
1975 wurde er Vorsitzender des Vorstandes der Volksbank Salzburg und am 25. August 1983 ernannte ihn der Ehrenvorsitzende des Vorstandes, Rechtsanwalt Hans Asamer, zum Generaldirektor.
In seine Zeit an der Spitze des Kreditinstituts fiel der Ausbau zu einer Regionalbank mit 32 Filialen in der Stadt Salzburg und im Land Salzburg mit rund 300 Mitarbeitern. Der Volksbank Salzburg schlossen sich in diesem Zeitraum die Volksbanken Saalfelden und Seekirchen an, wodurch diese zur damals größten gewerblichen Kreditgenossenschaft Österreichs wurde.

## Leitende Funktionen im Volksbankensektor
- Präsident des Österreichischen Genossenschaftsverbandes (1986 bis 2001)[3]
- Aufsichtsratspräsident der Österreichischen Volksbanken-Aktiengesellschaft (1991 bis 2002)

In seiner Zeit an der Spitze des Volksbanken-Verbundes begann die Zusammenarbeit mit folgenden Volksbankenvereinigungen:
- 1991 mit der italienischen Volksbankengruppe ARCA NORDEST,
- 1992 mit den französischen Volksbanken,
- 1993 mit dem Genossenschaftsverband Bayern,
- 1996 mit der DG-Bank Frankfurt am Main und
- 1997 mit dem Bundesverband der Deutschen Volksbanken und Raiffeisenbanken (BVR).

Mit Ortner begann der Eintritt der ÖVAG in die mittel- und osteuropäischen Märkte mit der Gründung der ersten Auslandstochterbank in Bratislava. In den Folgejahren wurde das Netz der Volksbanken auf Standorte in zehn Ländern ausgeweitet und dem österreichischen Volksbanken-Verbund innerhalb der CIBP, der internationalen Volksbankenvereinigung, eine enorme Aufwertung gebracht. Im Inland wurden mit der Gründung der Volksbank Wien AG und dem Erwerb der Niederösterreichischen Landes-Hypothekenbank neue Akzente gesetzt.

## Sonstige öffentliche Funktionen
- Obmann des Fachverbandes der Kreditgenossenschaften nach dem System Schulze-Delitzsch in der Wirtschaftskammer Österreich
- Obmann der Sektion Geld-, Kredit- und Versicherungswesen der Wirtschaftskammer Salzburg[2]
- Obmann der Betriebssportvereinigung der Wirtschaftskammer Salzburg
- Vorsitzender des Aufsichtsrates des Salzburger Heimatwerks
- Mitbegründer des Haslauer-Solidaritätsfonds, der sich in Forschung und Lehre den Multiple-Sklerose-Kranken widmet[6]
- Engagement im Rahmen der katholischen Kirche, Pfarrgemeinde Salzburg Gneis. Hier zusammen mit dem Sekretär des Erzbischofs Dr. Georg Eder, Dr. Othmar Stefan heftiger Gegner des Stadtpfarrers Heinrich Wagner.

## Auszeichnungen
Vom Bundespräsidenten wurde ihm der Berufstitel Kommerzialrat verliehen.
- Goldenes Ehrenzeichen für Verdienste um die Republik Österreich
- Goldenes Ehrenzeichen des Österreichischen Genossenschaftsverbandes (1983)
- Goldenes Ehrenzeichen des Landes Salzburg (1988)
- Komtur des Ordens vom Heiligen Papst Silvester[7] (1998)
- Schulze-Delitzsch-Medaille in Gold am Bande (1998)
- Träger des Schulze-Delitzsch-Ehrenringes (2002)